# هجوم حلب (أكتوبر–نوفمبر 2016)
هجوم حلب يشير إلى عملية عسكرية شنتها القوات المعارضة في سوريا على الضواحي الغربية لمدينة حلب في نهاية أكتوبر 2016. وكان هدف الهجوم إنشاء خط إمدادات جديد إلى مدينة حلب، بعد أن قطعت حملة بدأها الجيش في الصيف كل منافذ الثوار إلى حلب. أطلق الثوار على العملية اسم «ملحمة حلب الكبرى».